# Trzcińsko-Zdrój
Trzcińsko-Zdrój là một thị trấn thuộc huyện Gryfiński, tỉnh Zachodniopomorskie ở tây-bắc Ba Lan. Thị trấn có diện tích 2 km². Đến ngày 1 tháng 1 năm 2011, dân số của thị trấn là 2455 người và mật độ 1054 người/km².